# Нетретић
Нетретић је насељено место и седиште општине у Карловачкој жупанији, Република Хрватска.

## Историја
У Нетретићу је крајем 1928. године донета одлука да се отвори дворазредна основна школа. Биће креирана два места: за учитеља и учитељицу. Прве учитељице биле су, Матилда Фајтл је 1928. године дошла из Рамњана, а у исто време и Марија Геровац из Доњих Статива.
Ловачко друштво у месту је основано 1938. године, као прво у том крају.
До територијалне реорганизације у Хрватској налазио се у саставу бивше велике општине Дуга Реса.

## Становништво
Према попису становништва из 2011. године, насеље Нетретић је имало 58 становника, а као општина 2.862.